# La Marseillaise 1987
De 8e editie van de La Marseillaise werd gehouden op 3 februari 1987 in Frankrijk. De wielerwedstrijd ging over 125 kilometer en werd gewonnen door de Deen Johnny Weltz gevolgd door Jean-Claude Colotti en Paul Watson.

## Uitslag
| La Marseillaise 1987 |                      |                    |          |
| Plaats               | Naam                 | Ploeg              | Tijd     |
| Winnaar              | Johnny Weltz         | Fagor-MBK          | 2u55'33" |
| 2                    | Jean-Claude Colotti  | R.M.O.-Méral-Mavic | z.t.     |
| 3                    | Paul Watson          | Lycra-Halfords     | z.t.     |
| 4                    | Philippe Casado      | Z-Peugeot          | z.t.     |
| 5                    | Éric Guyot           | Système U          | z.t.     |
| 6                    | Gilles Sanders       | KAS                | +2'20"   |
| 7                    | Jean-Jacques Philipp | Fagor-MBK          | +8'00"   |
| 8                    | Wilfried Peeters     | Sigma-Fina         | z.t.     |
| 9                    | Pierre Le Bigault    | Z-Peugeot          | z.t.     |
| 10                   | Jean-Claude Bagot    | Fagor-MBK          | z.t.     |

1980 · 1981 · 1982 · 1983 · 1984 · 1985 · 1986 · 1987 · 1988 · 1989 · 1990 · 1991 · 1992 · 1993 · 1994 · 1995 · 1996 · 1997 · 1998 · 1999 · 2000 · 2001 · 2002 · 2003 · 2004 · 2005 · 2006 · 2007 · 2008 · 2009 · 2010 · 2011 · 2012 · 2013 · 2014 · 2015 · 2016 · 2017 · 2018 · 2019 · 2020 · 2021 · 2022 · 2023 · 2024 · 2025